# HC Frýdek-Místek
HC Frýdek-Místek – czeski klub hokeja na lodzie z siedzibą we Frydku-Mistku.

## Historia
Chronologia nazw
- 1976 – TJ VP Frýdek-Místek (Tělovýchovná jednota Válcovny Plechu Frýdek-Místek)
- 1977 – TJ Slezan Frýdek-Místek (Tělovýchovná jednota Slezan Frýdek-Místek)
- 1990 – HC Slezan Frýdek-Místek (Hockey Club Slezan Frýdek-Místek)
- 1997 – HC Frýdek-Místek (Hockey Club Frýdek-Místek)